# Ibrahim (sura)
Ibrahim, w polskim tłumaczeniu Abraham(arab. ‏إبراهيم‎, Ibrāhīm) – 14. sura Koranu. Zaliczana jednomyślnie - zarówno przez uczonych muzułmańskich, jak i badaczy zachodnich - do sur mekkańskich. Została objawiona pomiędzy 619, a 622 r. n.e. – w późniejszym okresie głoszenia przesłania islamu przez Mahometa, kiedy prześladowania i sankcje wobec muzułmanów w Mekce weszły w najbardziej zaostrzoną fazę.

## Pochodzenie nazwy

Ibrahim w kaligrafii arabskiej

Nazwa sury jest zaczerpnięta z wersetu 35.
W tłumaczeniu Józefa Bielawskiego:

Oto powiedział Abraham: Panie mój ! Uczyń to miasto bezpiecznym i uchowaj mnie i moich synów od tego, abyśmy mieli czcić bałwany!

W tłumaczeniu Musy Çaxarxana Czachorowskiego:

Oto powiedział Abraham: O Panie! Uczyń to miasto bezpiecznym i uchowaj mnie oraz moich synów przed czczeniem bożków!

Podobnie jak w przypadków nazw większości sur w Koranie nazwa Ibrahim nie opisuje tematu całej sury. Jest swego rodzaju słowem-kluczem, którego zwyczajowo używano, aby odróżnić tę surę od innych.

## Główne wątki i postaci w surze Ibrahim
- Koran jest objawieniem od Boga (Allaha), które wyprowadza ludzkość z ciemności do światła
- Prorocy Boga mówią w języku ludzi, do których są posłani
- Dialogi w Dniu Sądu pomiędzy posłańcami i prorokami, a ludami, do których byli wysłani
- Szatan nie ma kontroli nad ludźmi – jedynie zaprasza ich do grzechu, a oni mają wolną wolę
- Koran przesłaniem i ostrzeżeniem "dla ludzi rozumnych"
- Modlitwa Ibrahima (Abrahama) za Mekkę, samego siebie, swoje potomstwo i wszystkich muzułmanów[1][5].